# Ahmad Abughaush
Ahmad Abughaush (arabiska: أحمد أبو غوش), född 1 februari 1996, är en jordansk taekwondoutövare. Han vann Jordaniens första olympiska medalj någonsin då han tog guld i herrarnas 68-kilosklass vid olympiska sommarspelen 2016 i Rio de Janeiro.
Vid världsmästerskapen i taekwondo 2017 i Muju tog Abughaush en bronsmedalj i 68 kilos-klassen.